# Marcel Finance
Marcel Finance (Hérimoncourt, 26 août 1918 - Mort pour la France à Ben Gardane, le 23 avril 1943) est un militaire français, Compagnon de la Libération à titre posthume par décret du 26 septembre 1945. Rallié à la France libre, il s'illustre lors des campagnes d'Afrique du Nord avant de disparaître en mer au cours d'un vol d'entraînement.

## Biographie

### Avant-guerre
Marcel Finance naît le 26 août 1918 à Hérimoncourt dans le Doubs d'un père officier de réserve qui, entré dans la résistance, disparaîtra au camp de Buchewald en 1944. Il suit des études au lycée Victor-Hugo de Besançon et, choisissant la carrière des armes, intègre l'École spéciale militaire de Saint-Cyr en 1937 dans la promotion "Marne et Verdun" où figure également un futur compagnon d'arme en la personne de Jean Mahé. À sa sortie de Saint-Cyr, il entre à l'école de l'armée de l'air de Versailles
.

### Seconde Guerre mondiale
Lors de la bataille de France, Marcel Finance est replié avec son unité à Royan puis à Montpellier. Après l'annonce par le maréchal Pétain du futur armistice, il décide de rallier la France libre et gagne l'Algérie puis le Maroc d'où il peut atteindre Gibraltar et embarquer jusqu'en Angleterre. Il s'engage le 12 juillet dans les forces françaises libres et suis un stage auprès de la Royal Air Force avant d'être affecté au mois d'août au Groupe mixte de combat no 1 sous les ordres du lieutenant-colonel de Marmier. À l'automne 1940, il prend part à la campagne du Gabon où il reçoit son baptême du feu, effectuant cinq missions de combat depuis la base de Kribi. Lors d'une mission de bombardement le 9 novembre à bord d'un Westland Lysander, son avion est touché et Marcel Finance doit se poser en catastrophe. Lui et son mitrailleur sont faits prisonniers par les Français restés fidèles au régime de Vichy mais sont libérés quelques heures plus tard lorsque Libreville se rend à la France libre. Après plusieurs semaines d'hôpital, il est déplacé le 22 décembre à Pointe-Noire au Congo où après avoir été promu lieutenant en janvier 1941, il reçoit en mars le commandement du Détachement permanent des forces aériennes du Gabon-Moyen Congo. Il assure des missions de surveillance côtière et de transport aérien mais demande à être affecté dans une unité combattante. À la fin du mois de décembre 1941, il rejoint le Détachement permanent des forces aériennes du Tchad (DPFAT) où il retrouve son camarade de promotion Jean Mahé. Le DPFAT devient en janvier 1942 le Groupe de bombardement Bretagne dont Marcel Finance prend le commandement de l'escadrille "Rennes".
Il est ensuite engagé avec son groupe dans la guerre du désert au-dessus du Fezzan où il participe au soutien aérien des troupes du général Leclerc. Son avion est pris en chasse le 7 mars 1942 par un pilote italien qui endommage son appareil lors d'une mission de reconnaissance. Contraint d'atterrir en urgence avec son mitrailleur blessé,,, il constate que le chasseur italien s'éloigne et que son appareil peut encore tenir et parvient à redécoller et à voler en rase-motte jusqu'à sa base. Cantonné au Tchad à Fort-Lamy puis à Moussoro, il assure la couverture de la colonne Leclerc jusqu'à Tripoli. Après avoir été promu capitaine en janvier 1943, Marcel Finance et les hommes du groupe Bretagne bénéficient d'un période de repos durant laquelle ils sont basés à Sebha en Libye. Déplacé à Ben Gardane en Tunisie au mois d'avril, le groupe Bretagne réalise des vols d'entraînement en vue de devenir spécialisé dans le bombardement de nuit. Dans le cadre de ces vols d'entraînement, Marcel Finance embarque le 23 avril 1943 dans un Bristol Blenheim en compagnie de Raymond Roques mais l'appareil s'abîme en mer pour des raisons inconnues. Le lendemain, le corps du capitaine Finance est rejeté sur le rivage. Inhumé dans un premier temps à Ben Gardane, son corps est rapatrié en France en 1949 pour reposer dans le caveau familial de Hérimoncourt.

## Décorations
|  |  |  |  |  |  |
|  |  |  |  |  |  |

| Chevalier de la Légion d'Honneur                 | Chevalier de la Légion d'Honneur                 | Compagnon de la Libération                       | Compagnon de la Libération                                        | Croix de Guerre 1939-1945                                         | Croix de Guerre 1939-1945                                         |
| Médaille de la Résistance française Avec rosette | Médaille de la Résistance française Avec rosette | Médaille de la Résistance française Avec rosette | Médaille coloniale Avec agrafes "Koufra" et "Fezzan-Tripolitaine" | Médaille coloniale Avec agrafes "Koufra" et "Fezzan-Tripolitaine" | Médaille coloniale Avec agrafes "Koufra" et "Fezzan-Tripolitaine" |